# Giuseppe Brambilla (letterato)
Giuseppe Brambilla (Como, luglio 1803 – Capiago Intimiano, 5 gennaio 1886) è stato un letterato, patriota e giornalista italiano.

## Biografia
Nato nel 1803 a Como dal negoziante Giambattista e dalla ticinese Maria Bossi, iniziò giovanissimo la carriera ecclesiastica su pressioni della madre e dal 1824 al 1828 insegnò retorica presso il seminario vescovile comasco. Il rapporto con le autorità religiose fu difficile a causa dei suoi sentimenti liberali e nazionalistici, che lo portarono a essere arrestato il 1º ottobre 1847 dagli austriaci su delazione di due preti; inoltre, in quello stesso anno, deceduta la madre, abbandonò l'abito talare.
Incarcerato a Milano, venne liberato durante le cinque giornate e strinse rapporti di amicizia con Gabrio Casati e Carlo Cattaneo. Il 24 marzo 1848 rientrò a Como, dove fu fondatore e direttore del giornale filo-italiano Il Lario, che gli costò l'esilio a Lugano in seguito al ritorno degli austriaci nell'agosto 1848. Stabilitosi in Piemonte, fino al 1859 insegnò materie umanistiche al liceo di Chieri. Nel 1860 fondò insieme al nipote omonimo Giuseppe il periodico Il Patriota. In seguito alla nascita del Regno d'Italia, fu preside dei licei di Como (fino al 1868) e di Alessandria (fino al 1883).
Morì a Capiago Intimiano il 5 gennaio 1886.

## Opere
Brambilla esordì nel 1828 con una cantica in morte di Vincenzo Monti, autore che aveva esercitato una grande influenza nella sua formazione poetica. Si occupò di studi filologici sulla letteratura latina e di epigrafia italiana, oltre che di storia e critica della letteratura italiana. Si opponeva ad Alessandro Manzoni in merito alla "questione della lingua" e criticava certe istanze esterofile della Scapigliatura lombarda e del Romanticismo.
Severo critico dell'opera di Theodor Mommsen, che definiva «pazzo detrattore del genio latino e italiano», fu autore della Lettera su la Storia romana di Teodoro Mommsen (1869), in cui analizzava e confutava alcuni punti della Storia di Roma (come la svalutazione mommseniana della letteratura latina e la questione del fatalismo), opponendogli una lettura di stampo vichiano.